# Tony Vairelles
Tony-Mickaël Patrice Yves Vairelles (Nancy, 10 de abril de 1973) es un futbolista francés de origen gitano retirado. Jugaba de delantero centro. Formó parte del RC Lens, AS Nancy, Olympique Lyonnais, y también en la selección de fútbol de Francia.
Se retiró en el 2011 en el FC Gueugnon, donde fichó en el 2009 y se volvió el mayor inversionista del club.

## Clubes
| Club                  | País       | Año         |
| --------------------- | ---------- | ----------- |
| Anderlecht            | Bélgica    | 1990 - 1991 |
| Nancy                 | Francia    | 1991 - 1995 |
| RC Lens               | Francia    | 1995 - 1999 |
| Olympique Lyon        | Francia    | 1999 - 2001 |
| Girondins de Bordeaux | Francia    | 2001        |
| SC Bastia             | Francia    | 2001 - 2002 |
| RC Lens               | Francia    | 2002 - 2003 |
| Stade Rennes          | Francia    | 2003 - 2004 |
| SC Bastia             | Francia    | 2004 - 2005 |
| Lierse SK             | Bélgica    | 2005 - 2006 |
| Tours Football Club   | Francia    | 2006 - 2007 |
| SC Bastia             | Francia    | 2007        |
| F91 Dudelange         | Luxemburgo | 2008        |
| FC Gueugnon           | Francia    | 2009 - 2011 |

## Títulos
- French campeonato con RC Lens en 1998 y 2003 con Olympique Lyon
- Copa de la Liga con RC Lens en 1999
- Copa de Francia segundo(subcampeón) RC Lens en 1998 y SC Bastia en 2002